# Parafia św. Kazimierza w Ostrowcu Świętokrzyskim
Parafia św. Kazimierza w Ostrowcu Świętokrzyskim – parafia rzymskokatolicka znajdująca się w diecezji sandomierskiej w dekanacie Ostrowiec Świętokrzyski. 
Parafia erygowana w 1984 z parafii św. Michała w Ostrowcu Świętokrzyskim. Mieści się w osiedlu Pułanki przy Alei Jana Pawła II.